# Arcada plantar
A Arcada Plantar é a abóbada que forma a parte interna da planta do pé humano. O afrouxamento da arcada plantar é geralmente chamado de "pé chato".